# Sulajman-Too
Sulajman-Too je posvátná hora (resp. horský masiv s pěti vrcholy) v Kyrgyzstánu. Hora patří k dominantám Ferganské kotliny. Nachází se při trase hedvábné stezky, kterou po staletí putovali obchodníci a cestovatelé napříč oblastmi Asie. Na pěti vrcholech hory se nachází množství skalních jeskyní se zachovalými petroglyfy a dalšími uměleckými památkami, jejichž původ sahá nejméně do 1. tisíciletí. Hora byla široce navštěvovaným kultovním místem již dlouho v předislámských dobách; v dobách islámských vznikly na horách i mešity.